# Наречење
Наречење је у православној цркви именовање монаха за епископа. Претходи епископској хиротонији.
Обред именовања епископа сачуван је из древних времена, према којој је свештенство и народ бирао кандидата за епископију, након чега је вест о томе свечано објављена и дата је сагласност за хиротонију. У савременој пракси већине помесних православних цркава, епископа бира Свети архијерејски сабор или Свети синод.
У пракси Руске православне цркве именовање епископа врши се у цркви одвојено од хиротоније према редоследу који се уобличио најкасније у 17. веку.
Процедура за вршење црквеног обреда именовања епископа налази се у Чиновнику архијерејског свештенослужења. Кандидат чита говор (приступну беседу) приликом именовања. Говор при именовању представља неку врсту „програма” за будућег епископа; истовремено, традиционално укључује захвалност оним људима којима кандидат дугује свој духовни развој и троструко Исповедање вере и обећања да ће се држати учења Православне цркве, канона Православне цркве, и да ће бити у послушности хијерархији.
Један пример наречења је првог епископа Чехословачке православне цркве Горазда, 24. септембра 1921. у београдској Саборној цркви, дан пре његовог завладичења.